# The Heart of an Outlaw
The Heart of an Outlaw è un cortometraggio muto del 1909 diretto da David W. Griffith. È l'esordio sullo schermo di James Kirkwood, di Henry B. Walthall e di Mary Pickford.

## Trama
Un uomo si dà alla macchia diventando un bandito dopo aver ucciso la moglie e il suo amante. Crede di aver ucciso anche la propria figlia, una bambina, che però si salva e viene adottata dallo sceriffo. Qualche anno dopo, il fuorilegge progetta di rapire e uccidere la figlia dello sceriffo, ignorando la vera identità della ragazza.

## Produzione
Il film - un cortometraggio in una bobina - fu prodotto dalla Biograph Company e venne girato nel New Jersey, a Little Falls e a Shadyside.

## Distribuzione
Il  copyright del film non venne registrato e, a causa di una censura preventiva, non venne distribuito.
Copie della pellicola sono conservate negli archivi del Museum of Modern Art (negativo in nitrato a 35 mm e un positivo a 35 mm).